# Pirati dei Caraibi

Logo originale del franchise

Pirati dei Caraibi (Pirates of the Caribbean) è un media franchise della Disney, incentrato su una serie cinematografica prodotta da Jerry Bruckheimer e basata sull'attrazione Pirates of the Caribbean dei parchi Walt Disney. La serie è composta da cinque film e si è espansa in fumetti, romanzi e altri media. La serie ha come protagonista il pirata Jack Sparrow, interpretato da Johnny Depp, e ha incassato complessivamente quattro miliardi e mezzo di dollari.

## Film
| Film                                                      | Data di uscita USA | Regia                           | Sceneggiatura             | Produttori        |
| --------------------------------------------------------- | ------------------ | ------------------------------- | ------------------------- | ----------------- |
| La maledizione della prima luna                           | 9 luglio 2003      | Gore Verbinski                  | Ted Elliott, Terry Rossio | Jerry Bruckheimer |
| Pirati dei Caraibi - La maledizione del forziere fantasma | 7 luglio 2006      | Gore Verbinski                  | Ted Elliott, Terry Rossio | Jerry Bruckheimer |
| Pirati dei Caraibi - Ai confini del mondo                 | 25 maggio 2007     | Gore Verbinski                  | Ted Elliott, Terry Rossio | Jerry Bruckheimer |
| Pirati dei Caraibi - Oltre i confini del mare             | 20 maggio 2011     | Rob Marshall                    | Ted Elliott, Terry Rossio | Jerry Bruckheimer |
| Pirati dei Caraibi - La vendetta di Salazar               | 26 maggio 2017     | Joachim Rønning, Espen Sandberg | Jeff Nathanson            | Jerry Bruckheimer |

### La maledizione della prima luna(2003)
Siamo nel secondo decennio del XVIII secolo. L'eccentrico, ma eroico, capitano pirata Jack Sparrow, per salvare la bella figlia del Governatore inglese Elizabeth Swann - rapita dalla ciurma della Perla Nera, comandata dall'astuto e spietato Hector Barbossa (vecchio alleato di Jack, a cui ha rubato la Perla), con lo scopo di liberarsi da una maledizione subita per aver rubato dell'oro azteco - si allea con il fabbro locale Will Turner, figlio di un suo amico di vecchia data e innamorato della bella Elizabeth, per cercare di riavere entrambi ciò che è stato loro sottratto.

### Pirati dei Caraibi - La maledizione del forziere fantasma(2006)
Lord Cutler Beckett, potente e spietato comandante della Compagnia britannica delle Indie orientali, arresta Will ed Elizabeth per aver aiutato Jack, ma offre loro la grazia nel caso in cui Turner lo aiuti a recuperare la bussola magica di Sparrow; nel frattempo, quest'ultimo cerca di liberarsi da un vecchio debito contratto con il diabolico Davy Jones, capitano della nave maledetta Olandese Volante e capace di risvegliare il Kraken, e così rintraccia la chiave che apre il forziere contenente il cuore dello stesso Jones, che si rivelerà indispensabile per tutti gli altri personaggi.

### Pirati dei Caraibi - Ai confini del mondo(2007)
Lord Beckett è entrato in possesso del cuore di Davy Jones e con l'aiuto di quest'ultimo insegue il proprio obiettivo: eliminare definitivamente la pirateria dai mari. Nel frattempo, Will, Elizabeth e Barbossa si prodigano per salvare Jack dallo Scrigno di Jones, dove il pirata era confinato in uno stato di non-morte non avendo saldato il suo debito. Dopo essere fuggiti dallo Scrigno, Jack e gli altri riuniscono il Consiglio della Fratellanza Pirata per contrastare Jones e la Compagnia delle Indie Orientali.

### Pirati dei Caraibi - Oltre i confini del mare(2011)
Jack ritrova la bella Angelica Teach, una misteriosa donna del suo passato, non riuscendo però a capire se questa lo ami veramente o lo stia solo sfruttando per trovare la mitica Fonte della giovinezza; una volta al cospetto del perfido pirata Barbanera, padre della ragazza, Jack troverà in entrambi dei pericolosi avversari.

### Pirati dei Caraibi - La vendetta di Salazar(2017)
Jack viene braccato dalla ciurma fantasma del terrificante capitano Armando Salazar, determinato a uccidere ogni pirata in mare e in particolare Sparrow, con cui ha un vecchio conto in sospeso: l'unica speranza per Jack è trovare il leggendario Tridente di Poseidone, un potente artefatto in grado di spezzare tutte le maledizioni dei mari. Jack viene aiutato nell'impresa dal giovane figlio di Will ed Elizabeth, Henry Turner, dall'affascinante astronoma Carina Smyth e dal suo vecchio rivale Barbossa.

### Sesto film
Nel 2011, poco prima dell'uscita di Pirati dei Caraibi - Oltre i confini del mare, la Disney ha annunciato di avere intenzione di girare quinto e sesto capitolo insieme; tuttavia, in seguito fu annunciato che solo un quinto film era in sviluppo. Il 4 marzo 2017, con l'uscita del trailer finale di Pirati dei Caraibi - La vendetta di Salazar, il film viene definito "l'avventura finale"; tuttavia, il regista Joachim Rønning ha dichiarato che il film sarebbe stato l'inizio dell'avventura finale, lasciando intendere che un sesto e ultimo capitolo potrebbe essere realizzato. La scena post-credit di La vendetta di Salazar mostra, infine, Will Turner, Elizabeth Swann e Davy Jones, lasciando intendere che potrebbero essere presenti nel sesto film. A settembre 2017 il produttore Jerry Bruckheimer ha dichiarato che la realizzazione del sesto film dipende dagli incassi home video di La vendetta di Salazar. A ottobre 2017 il sesto film è stato confermato. In seguito l'attrice Kaya Scodelario ha dichiarato di aver firmato un contratto per un sesto film. Nel 2020 Jerry Bruckheimer ha confermato il sesto film e ha commentato che la prima bozza della sceneggiatura sarebbe stata presto terminata, scritta da Ted Elliott e Craig Mazin. Il 25 marzo 2024 Bruckheimer ha annunciato che il sesto film di Pirati dei Caraibi sarà un reboot della serie con dei nuovi protagonisti.

## Personaggi e interpreti

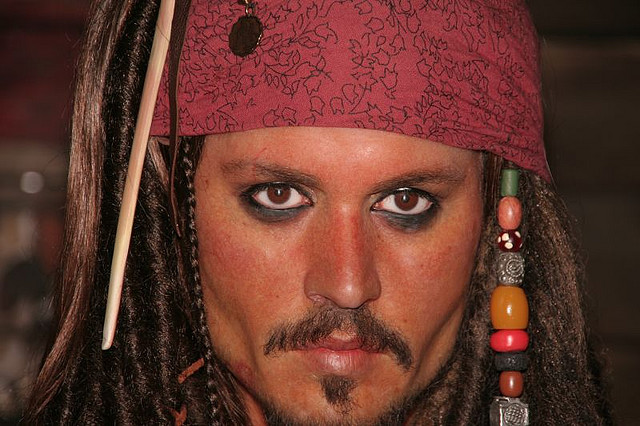
Una riproduzione di Jack Sparrow, protagonista della serie, al Madame Tussauds di Londra

Jack Sparrow, interpretato da Johnny Depp, è il protagonista della serie. Presenti per tutti i cinque capitoli sono anche Hector Barbossa, con il volto di Geoffrey Rush, e Joshamee Gibbs, interpretato da Kevin McNally. Nei primi tre film della serie sono protagonisti anche Orlando Bloom e Keira Knightley (che tornano anche nel quinto capitolo), oltre a Jonathan Pryce e Jack Davenport.
Nel secondo capitolo viene invece presentato Davy Jones, interpretato da Bill Nighy, il leggendario capitano dell'Olandese Volante (che appare anche nel terzo film sempre come antagonista principale), il padre di Will Turner (Stellan Skarsgård), la sacerdotessa vudù Tia Dalma (Naomie Harris) e il comandante britannico Lord Cutler Beckett (Tom Hollander).
Nel terzo capitolo viene introdotto il pirata cinese di Singapore, Sao Feng (Chow Yun-fat), e inoltre Edward Teague, il padre di Jack Sparrow, interpretato dal musicista Keith Richards, cui lo stesso Johnny Depp si era ispirato per l'interpretazione del suo personaggio.
Nel quarto capitolo della serie variano alcuni personaggi, e compaiono il pirata Edward Teach alias Barbanera (Ian McShane), sua figlia Angelica (Penélope Cruz), Philip Swift (Sam Claflin) e Serena (Àstrid Bergès-Frisbey).
Nel quinto film figurano tra i nuovi personaggi il capitano Armando Salazar (Javier Bardem), Henry Turner (Brenton Thwaites), Carina Smyth (Kaya Scodelario), Shansa (Golshifteh Farahani), Jack Teague (Paul McCartney) e John Scarfield (David Wenham).
| Personaggio                 | Film                            | Film                                                      | Film                                      | Film                                          | Film                                        |
| Personaggio                 | La maledizione della prima luna | Pirati dei Caraibi - La maledizione del forziere fantasma | Pirati dei Caraibi - Ai confini del mondo | Pirati dei Caraibi - Oltre i confini del mare | Pirati dei Caraibi - La vendetta di Salazar |
| --------------------------- | ------------------------------- | --------------------------------------------------------- | ----------------------------------------- | --------------------------------------------- | ------------------------------------------- |
| Jack Sparrow                | Johnny Depp                     | Johnny Depp                                               | Johnny Depp                               | Johnny Depp                                   | Johnny Depp                                 |
| Hector Barbossa             | Geoffrey Rush                   | Geoffrey Rush                                             | Geoffrey Rush                             | Geoffrey Rush                                 | Geoffrey Rush                               |
| Will Turner                 | Orlando Bloom                   | Orlando Bloom                                             | Orlando Bloom                             |                                               | Orlando Bloom                               |
| Elizabeth Swann             | Keira Knightley                 | Keira Knightley                                           | Keira Knightley                           |                                               | Keira Knightley                             |
| Joshamee Gibbs              | Kevin McNally                   | Kevin McNally                                             | Kevin McNally                             | Kevin McNally                                 | Kevin McNally                               |
| James Norrington            | Jack Davenport                  | Jack Davenport                                            | Jack Davenport                            |                                               |                                             |
| Weatherby Swann             | Jonathan Pryce                  | Jonathan Pryce                                            | Jonathan Pryce                            |                                               |                                             |
| "Sputafuoco" Bill Turner    |                                 | Stellan Skarsgård                                         | Stellan Skarsgård                         |                                               |                                             |
| Davy Jones                  |                                 | Bill Nighy                                                | Bill Nighy                                |                                               |                                             |
| Lord Cutler Beckett         |                                 | Tom Hollander                                             | Tom Hollander                             |                                               |                                             |
| Ian Mercer                  |                                 | David Schofield                                           | David Schofield                           |                                               |                                             |
| Tia Dalma/Calypso           |                                 | Naomie Harris                                             | Naomie Harris                             |                                               |                                             |
| Pintel                      | Lee Arenberg                    | Lee Arenberg                                              | Lee Arenberg                              |                                               |                                             |
| Ragetti                     | Mackenzie Crook                 | Mackenzie Crook                                           | Mackenzie Crook                           |                                               |                                             |
| Mullroy                     | Angus Barnett                   |                                                           | Angus Barnett                             |                                               | Angus Barnett                               |
| Murtogg                     | Giles New                       |                                                           | Giles New                                 |                                               | Giles New                                   |
| Marty                       | Martin Klebba                   | Martin Klebba                                             | Martin Klebba                             |                                               | Martin Klebba                               |
| Cotton                      | David Bailie                    | David Bailie                                              | David Bailie                              |                                               |                                             |
| Scarlett                    | Lauren Maher                    | Lauren Maher                                              | Lauren Maher                              |                                               |                                             |
| Giselle                     | Vanessa Branch                  | Vanessa Branch                                            | Vanessa Branch                            |                                               |                                             |
| Theodore Groves             | Greg Ellis                      |                                                           | Greg Ellis                                | Greg Ellis                                    |                                             |
| Anamaria                    | Zoe Saldana                     |                                                           |                                           |                                               |                                             |
| Sao Feng                    |                                 |                                                           | Chow Yun-fat                              |                                               |                                             |
| Edward Teague               |                                 |                                                           | Keith Richards                            | Keith Richards                                | Alexander Scheer                            |
| Ammand il Corsaro           |                                 |                                                           | Ghassan Massoud                           |                                               |                                             |
| Chevalle                    |                                 |                                                           | Marcel Iureș                              |                                               |                                             |
| Vedova Ching                |                                 |                                                           | Takayo Fischer                            |                                               |                                             |
| Gentleman Jocard            |                                 |                                                           | Hakeem Kae-Kazim                          |                                               |                                             |
| Eduardo Villanueva          |                                 |                                                           | Sergio Calderón                           |                                               |                                             |
| Sri Sumbhajee Angria        |                                 |                                                           | Marshall Manesh                           |                                               |                                             |
| Angelica Teach              |                                 |                                                           |                                           | Penélope Cruz                                 |                                             |
| Edward Teach "Barbanera"    |                                 |                                                           |                                           | Ian McShane                                   |                                             |
| Philip Swift                |                                 |                                                           |                                           | Sam Claflin                                   |                                             |
| Serena                      |                                 |                                                           |                                           | Àstrid Bergès-Frisbey                         |                                             |
| Scrum                       |                                 |                                                           |                                           | Stephen Graham                                | Stephen Graham                              |
| Tamara                      |                                 |                                                           |                                           | Gemma Ward                                    |                                             |
| Salaman                     |                                 |                                                           |                                           | Paul Bazely                                   |                                             |
| Ezekiel                     |                                 |                                                           |                                           | Christopher Fairbank                          |                                             |
| Garheng                     |                                 |                                                           |                                           | Yuki Matsuzaki                                |                                             |
| Cobin Boy                   |                                 |                                                           |                                           | Robbie Kay                                    |                                             |
| Giorgio II di Gran Bretagna |                                 |                                                           |                                           | Richard Griffiths                             |                                             |
| Lord John Carteret          |                                 |                                                           |                                           | Anton Lesser                                  |                                             |
| Henry Pelham                |                                 |                                                           |                                           | Roger Allam                                   |                                             |
| Re Ferdinando VI di Spagna  |                                 |                                                           |                                           | Sebastian Armesto                             |                                             |
| Spagnolo                    |                                 |                                                           |                                           | Óscar Jaenada                                 |                                             |
| Armando Salazar             |                                 |                                                           |                                           |                                               | Javier Bardem                               |
| Henry Turner                |                                 |                                                           | Dominic Scott Kay                         |                                               | Brenton Thwaites                            |
| Carina Smyth                |                                 |                                                           |                                           |                                               | Kaya Scodelario                             |
| Shansa                      |                                 |                                                           |                                           |                                               | Golshifteh Farahani                         |
| Jack Teague                 |                                 |                                                           |                                           |                                               | Paul McCartney                              |
| John Scarfield              |                                 |                                                           |                                           |                                               | David Wenham                                |
| Cremble                     |                                 |                                                           |                                           |                                               | Adam Brown                                  |
| Bollard                     |                                 |                                                           |                                           |                                               | Danny Kirrane                               |
| Spike                       |                                 |                                                           |                                           |                                               | Derloy Atkinson                             |
| Pierre Kelly                |                                 |                                                           |                                           |                                               | Ken Radley                                  |

## Cast tecnico
La regia dei primi tre capitoli è stata affidata a Gore Verbinski, che ha ceduto il timone a Rob Marshall per Oltre i confini del mare, sostituito per il quinto capitolo da Joachim Rønning & Espen Sandberg. Ted Elliott e Terry Rossio si sono occupati delle sceneggiature dei primi 4 film. Il quinto episodio invece ha visto come sceneggiatore Jeff Nathanson. Le musiche del primo film sono state composte da Klaus Badelt, mentre quelle del secondo, terzo e quarto film sono state composte da Hans Zimmer, per il quinto film invece sono affidate a Geoff Zanelli. Il direttore della fotografia dei primi quattro film della serie è Dariusz Wolski, sostituito da Paul Cameron nel quinto film. Tutti i film sono prodotti da Jerry Bruckheimer e distribuiti dalla Walt Disney Studios Motion Pictures.
| Cast tecnico  | Film                            | Film                                                      | Film                                      | Film                                          | Film                                        |
| Cast tecnico  | La maledizione della prima luna | Pirati dei Caraibi - La maledizione del forziere fantasma | Pirati dei Caraibi - Ai confini del mondo | Pirati dei Caraibi - Oltre i confini del mare | Pirati dei Caraibi - La vendetta di Salazar |
| ------------- | ------------------------------- | --------------------------------------------------------- | ----------------------------------------- | --------------------------------------------- | ------------------------------------------- |
| Regia         | Gore Verbinski                  | Gore Verbinski                                            | Gore Verbinski                            | Rob Marshall                                  | Joachim Rønning & Espen Sandberg            |
| Produttore    | Jerry Bruckheimer               | Jerry Bruckheimer                                         | Jerry Bruckheimer                         | Jerry Bruckheimer                             | Jerry Bruckheimer                           |
| Sceneggiatura | Ted Elliott e Terry Rossio      | Ted Elliott e Terry Rossio                                | Ted Elliott e Terry Rossio                | Ted Elliott e Terry Rossio                    | Jeff Nathanson e Terry Rossio               |
| Musiche       | Klaus Badelt                    | Hans Zimmer                                               | Hans Zimmer                               | Hans Zimmer                                   | Geoff Zanelli                               |
| Fotografia    | Dariusz Wolski                  | Dariusz Wolski                                            | Dariusz Wolski                            | Dariusz Wolski                                | Paul Cameron                                |
| Durata        | 143 min                         | 150 min                                                   | 169 min                                   | 137 min                                       | 129 min                                     |

## Accoglienza

### Incassi
Tutti i film della serie hanno riscosso un notevole successo al botteghino, portando nelle casse della Walt Disney un profitto lordo di più di 600 milioni di dollari. Il secondo e il quarto episodio della serie, infatti, sono tra i 50 film con maggiori incassi nella storia del cinema. In particolare due episodi della serie, ovvero La maledizione del forziere fantasma e Oltre i confini del mare in fatturato generato dalla vendita dei soli biglietti dei film hanno superato 1 miliardo di dollari a livello mondiale, al quale per completezza bisognerebbe aggiungere tutto l'indotto generato dal merchandising del marchio dei rispettivi episodi.
Anche in Italia i film della serie hanno riscosso molto successo a livello di incassi: La maledizione del forziere fantasma è il secondo film per fatturato nella stagione 2006/2007. In totale solo in Italia la serie ha fatturato più di 82 milioni di euro di incassi, con una media per sala tra i cinquemila e gli ottomila euro, nella prima settimana di programmazione.
| Film                                                      | Data di uscita USA | Incassi ($)  | Incassi ($)    | Incassi ($) | Classifica   | Classifica | Budget ($) |
| Film                                                      | Data di uscita USA | Nord America | Internazionale | Mondiale    | Nord America | Mondiale   | Budget ($) |
| --------------------------------------------------------- | ------------------ | ------------ | -------------- | ----------- | ------------ | ---------- | ---------- |
| La maledizione della prima luna                           | 9 luglio 2003      | 305413918    | 348850097      | 654264546   | 99           | 161        | 140000     |
| Pirati dei Caraibi - La maledizione del forziere fantasma | 7 luglio 2006      | 423315812    | 642863935      | 1066179747  | 33           | 41         | 225000     |
| Pirati dei Caraibi - Ai confini del mondo                 | 25 maggio 2007     | 309420425    | 652270784      | 961691209   | 97           | 61         | 300000     |
| Pirati dei Caraibi - Oltre i confini del mare             | 20 maggio 2011     | 241071802    | 805649464      | 1046721266  | 158          | 44         | 250000     |
| Pirati dei Caraibi - La vendetta di Salazar               | 26 maggio 2017     | 172558876    | 623363422      | 795922298   | 320          | 103        | 230000     |
| Totale                                                    | Totale             | 1451780833   | 3072997702     | 4524779066  |              |            | 1174000    |

### Critica
| Film                                                      | Rotten Tomatoes      | Metacritic         | CinemaScore |
| --------------------------------------------------------- | -------------------- | ------------------ | ----------- |
| La maledizione della prima luna                           | 79% (220 recensioni) | 63 (40 recensioni) | A           |
| Pirati dei Caraibi - La maledizione del forziere fantasma | 53% (229 recensioni) | 53 (37 recensioni) | A−          |
| Pirati dei Caraibi - Ai confini del mondo                 | 43% (228 recensioni) | 50 (36 recensioni) | A−          |
| Pirati dei Caraibi - Oltre i confini del mare             | 32% (278 recensioni) | 45 (39 recensioni) | B+          |
| Pirati dei Caraibi - La vendetta di Salazar               | 30% (292 recensioni) | 39 (45 recensioni) | A−          |

## Altri media

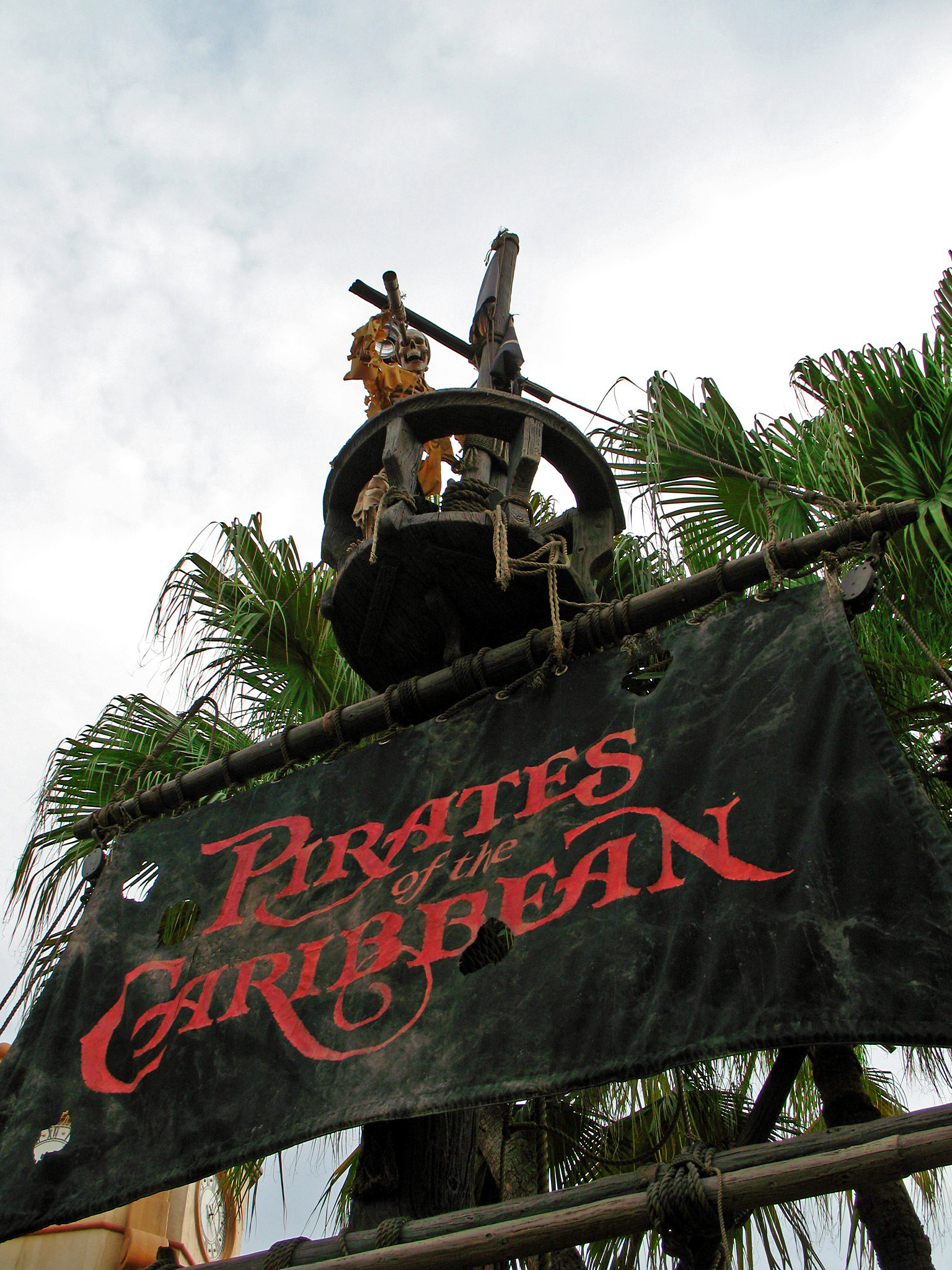
Insegna nell'area dedicata a Pirati dei Caraibi al Magic Kingdom Park della Walt Disney

Per l'enorme successo globale della serie di film, la The Walt Disney Company ha deciso di pubblicizzare un merchandising relativo a essa: figurine, giocattoli, vestiti, accessori, colonna sonora, carte da gioco, manga, riviste e romanzi.

### Videogiochi
- 2003 - La maledizione della prima luna (Xbox, Microsoft Windows, Game Boy Advance);
- 2005 - Kingdom Hearts II (PlayStation 2);
- 2006 - Pirati dei Caraibi: La leggenda di Jack Sparrow (PlayStation 2, Microsoft Windows);
- 2006 - Pirati dei Caraibi: La maledizione del forziere fantasma (PlayStation Portable, Nintendo DS, Game Boy Advance);
- 2007 - Pirati dei Caraibi: Ai confini del mondo (PlayStation 2, Xbox 360, Nintendo DS, PlayStation 3, PlayStation Portable, Wii, Microsoft Windows);
- 2011 - LEGO Pirati dei Caraibi: Il videogioco (PlayStation 2, PlayStation 3, PlayStation Portable, Xbox 360, Microsoft Windows, Wii, Nintendo DS, Mac OS X);
- 2011 - Pirati dei Caraibi: Il dominatore dei mari (iPhone OS, iPod, iOS, Android);
- 2013 - Pirati dei Caraibi: Isole in guerra (Social network Facebook).[31]
- 2017 - Pirati dei Caraibi: Guerra per mare (iPhone OS, iPod, iOS, Android);
- 2019 - Kingdom Hearts III (PlayStation 4, Xbox One);
- 2021 - DLC di Sea of Thieves, A Pirate's Life (Xbox One, Xbox Series X, Microsoft Windows).

Il mondo piratesco dei Pirati dei Caraibi è inoltre presente nel videogioco Kingdom Hearts II (2005), dove il capitano Jack Sparrow, Will Turner, Elizabeth Swann ed Hector Barbossa rivivono una variante simile al primo film. Il mondo dei Pirati dei Caraibi è inoltre presente in Disney Infinity (2013).
Il videogioco è stato creato dalla sezione Disney Interactive Studios e sviluppato dalla Avalanche Software. Il capitano Jack Sparrow, Hector Barbossa e Davy Jones sono pupazzi giocabili nel videogioco. Il mondo di Pirati dei Caraibi sarà anche disponibile nel videogioco Kingdom Hearts III (2019), dove rivivono, invece, una variante simile al terzo film, in cui oltre gli stessi personaggi come il capitano Jack Sparrow, Will Turner, Elizabeth Swann e il loro ex nemico Hector Barbossa, compaiono anche i nuovi arrivati come Joshamee Gibbs, Tia Dalma, Davy Jones e Lord Cutler Beckett.

### Manga
Il manga Pirati dei Caraibi (パイレーツ・オブ・カリビアン?, Pairētsu obu Karibian, Pirates of the Caribbean) racconta le avventure presenti nei primi tre film della serie: La maledizione della prima luna, La maledizione del forziere fantasma e Ai confini del mondo. L'adattamento è stato creato da Mikio Tachibana e pubblicato dalla Kōdansha in Giappone. L'edizione italiana è stata pubblicata in quattro volumi dal 10 gennaio al 10 aprile 2009 nella collana Disney Manga.
Il manga Pirati dei Caraibi: Le avventure di Jack Sparrow (パイレーツ・オブ・カリビアン ジャック・スパロウの冒険?, Pairētsu Obu Karibian Jakku Suparō no Bōken, Pirates of the Caribbean Jack Sparrow Adventure), pubblicato solo in Giappone dalla KC Deluxe (ＫＣ デラックス?, ＫＣ Derakkusu), disegnato dal mangaka sotto lo pseudonimo di 南瓜 (Kabocha?, Zucca) e storie di ロブ・キッド (Robu kiddo?, Rob Kid), in 2 tankōbon.

### Romanzi
- Pirati dei Caraibi: Jack Sparrow, è una serie di 13 libri scritti da Rob Kidd e illustrato da Jean-Paul Orpinas e pubblicati dalla Disney Press. In Italia solo i primi quattro volumi sono stati pubblicati in italiano dalla Walt Disney Company Italia.[37]
  - Tempesta sul mare (The Coming Storm)
  - Il canto della sirena (The Siren Song)
  - Caccia al pirata (The Pirate Chase)
  - La spada di Cortés (The Sword of Cortés)
  - The Age of Bronze
  - Silver
  - City of Gold
  - The Timekeeper
  - Dance of the Hours
  - Sin of the Father
  - Poseidon's Peak
  - Bold New Horizons
  - The Tale of Billy Turner and Other Stories
- Pirates of the Caribbean: Legends of the Brethren Court è una serie di 5 libri scritti da Tui T. Sutherland e pubblicati dalla Disney Press. La serie non è disponibile in italiano.[38]
  - The Caribbean
  - Rising in the East
  - The Turning Tide
  - Wild Waters
  - Day of the Shadow
- Pirates of the Caribbean: The Price of Freedom (2011) di A. C. Crispin è un romanzo prequel che narra le avventure di Jack Sparrow quando era un mercante della Compagnia delle Indie Orientali. Questo romanzo non è disponibile in italiano.[39]
- The Brightest Star in the North: The Adventures of Carina Smyth (2017) di Meredith Rusu è un romanzo prequel che narra le avventure della giovane Carina Smyth prima degli eventi di La vendetta di Salazar. Questo romanzo non è disponibile in italiano.